# الکساندر ایوانچنکوف
الکساندر ایوانچنکوف (به انگلیسی: Aleksandr Ivanchenkov) فضانورد اهل اتحاد شوروی است که در ۲۸ سپتامبر ۱۹۴۰ در ایوانتیفکا زاده شد. وی در مأموریت سایوز ۲۹، سایوز تی-۶ حضور داشته است.